# Автоелектронна емісія
Автоелектро́нна емі́сія (холодна емісія, тунельна емісія, електростатична емісія, польова емісія) — випромінювання електронів з катода під дією зовнішнього електричного поля. При автоелектронній емісії електрони проникають крізь потенційний бар'єр, який існує на поверхні катода.
Тунельну емісію відкрив 1897 року Р. Вуд (США). 1929 року Роберт Міллікен і Карл Лаурітсен встановили лінійну залежність логарифма густини струму j тунельної емісії від зворотної напруженості електричного поля: 1/Е. В 1928—29 роках Ральф Фаулер і Лотар Нордгейм дали теоретичне пояснення тунельної емісії на основі тунельного ефекту. Поширений термін «автоелектронна емісія» відображає відсутність енергетичних витрат на збудження електронів, властивих іншим видам електронній емісії. В зарубіжній літературі прийнято термін «польова емісія» (англ. field emission).
Згідно з квантово-механічними уявленнями, електрони, енергія яких менша за висоту потенціального бар'єра, мають певну імовірність проникнути крізь бар'єр. Ця імовірність залежить від ширини бар'єра і збільшується зі збільшенням напруженості зовнішнього електричного поля на поверхні катода, бо це поле зумовлює зменшення ширини бар'єра і полегшує проникнення електронів крізь нього.
Густина струму автоелектронної емісії зв'язана з напруженістю електричного поля Е залежністю:
{\displaystyle j=C_{1}E^{2}\exp \left(-{\frac {C_{2}}{E}}\right)},
де C1 та C2 — константи, що залежать від природи катода.
Автоелектронну емісію називають холодною, оскільки вона відбувається при будь-якій температурі і сила струму не залежить від неї. Автоелектронну емісію може спричинити електричний пробій високого вакууму. На автоелектронній емісії ґрунтується робота електронних проєкторів і вакуумних випрямлячів струму з холодним катодом, вона застосовується для розрядки елементів флешпам'яті.